# Спондж Боб Квадратни гащи: Филмът
„Спондж Боб Квадратни гащи: Филмът“ (на английски: The SpongeBob Squarepants Movie) е американска игрална анимация от 2004 г., базиран на анимационния сериал „Спондж Боб Квадратни гащи“. Филмът е режисиран, съ-написан, и продуциран от създателя на сериала – Стивън Хилънбърг, докато игралните сцени са режисирани от Марк Осбърн. Включва оригиналния озвучаващ състав от сериала, със Алек Болдуин, Скарлет Йохансон и Джефри Тамбор, които озвучават новите герои, докато Дейвид Хаселхоф се появява в самостоятелна роля във филма. Това е първият филм от филмовата поредица „Спондж Боб Квадратни гащи“.
Премиерата на филма се състои в Лос Анджелис на 14 ноември 2004 г. и е пуснат в Съединените щати на 19 ноември. Две самостоятелни продължения са пуснати – „Спондж Боб: Гъба на сухо“ (2015) и „Спондж Боб: Гъба беглец“ (2020).

## Актьорски състав
| Актьор           | Роля                                  |
| ---------------- | ------------------------------------- |
| Том Кени         | Спондж Боб Квадратни гащи Охлюва Гари |
| Бил Фейгърбаки   | Звездата Патрик                       |
| Кланси Браун     | Господин Рак                          |
| Роджър Бъмпас    | Сепия Пипалата                        |
| Господин Лорънс  | Планктон                              |
| Алек Болдуин     | Денис                                 |
| Скарлет Йохансон | Принцеса Минди                        |
| Джефри Тамбор    | Крал Нептун                           |
| Джил Тали        | Карън                                 |
| Дейвид Хаселхоф  | Себе си                               |
| Каролайн Лорънс  | Санди Чийкс                           |
| Мери Джо Катлет  | Госпожа Пъф                           |
| Лори Алън        | Перла Рак                             |

## В България
В България филмът е излъчен на 15 ноември 2009 г. по Нова телевизия в неделя от 10:05 ч.
През 2016 г. се излъчва и по HBO.